# Gerda Darnstädt
Gerda Darnstädt (teilweise auch Darmstädt; * 14. April 1913; † 8. September 2008) war eine deutsche SED-Funktionärin und Funktionärin des Demokratischen Frauenbundes Deutschlands (DFD). Sie war Erste Vorsitzende des Bezirksvorstandes Dresden des DFD.

## Leben
Darnstädt entstammte einer sozialdemokratischen Arbeiterfamilie. Im Jahr 1929 trat sie selbst der SPD bei, später wurde sie Mitglied der KPD. Bis 1945 war sie als Arbeiterin und Bürohilfe tätig. 1945 trat sie wieder in die KPD ein und wurde mit der Zwangsvereinigung von SPD und KPD 1946 Mitglied der SED.
Während des Zweiten Weltkrieges arbeitete Darnstädt in einem Rüstungsbetrieb zusammen mit Fremdarbeitern, dort war sie zweimal verhaftet worden. Ihr Mann war während des Krieges zeitweise in einem Konzentrationslager inhaftiert.
Am 10. Mai 1945 erhielt Darnstädt von der sowjetischen Kommandantur eine weiße Armbinde. Vor Geschäften passte sie auf, dass nicht geplündert wurde. Sie verhalf auch Flüchtlingen und Menschen, die bei den schweren Luftangriffen im Februar 1945 auf Dresden obdachlos geworden waren, zu Wohnraum in den wenigen noch erhaltenen Häusern. Ab 1945 war sie Angestellte der Volkspolizei und ab Oktober zuständig für die Sitte im Land Sachsen.
Ab 1950 war Darnstädt für den DFD tätig: zunächst als Erste Vorsitzende des Kreisvorstandes Dresden, dann von 1952 bis 1960 als Erste Vorsitzende des Bezirksvorstandes Dresden. Sie war darüber hinaus Abgeordnete des Bezirkstages Dresden und gehörte bis 1960 der Bezirksleitung Dresden der SED an.
Nach einem Studium war sie ab 1965 als Werkleiterin im VEB Dresdner Margarinewerk tätig. Sie lebte zuletzt in Dresden.

## Auszeichnungen
- Ehrennadel des Demokratischen Frauenbundes Deutschlands
- Verdienstmedaille der DDR (1959)
- Vaterländischer Verdienstorden in Bronze (1970)[3]